# Indywidualne mistrzostwa Bułgarii na żużlu
Indywidualne mistrzostwa Bułgarii w sporcie żużlowym – rozgrywany corocznie cykl turniejów wyłaniających mistrza Bułgarii.
Początki rozgrywania mistrzostw sięgają 1957 roku, w którym wyłoniono mistrzów kraju w ośmiu kategoriach: 125cm³, 150cm³, 250cm³, 350cm³ oraz 500-750cm³ na przystosowanych motocyklach drogowych, w klasach 250cm³ i 500cm³ na motocyklach żużlowych, a także w klasie kobiet, w której mistrzynią została Stefanka Atanasowa z Burgas. Mistrzostwa z podziałem na klasy rozegrano także rok później, w 1958 roku, przyznano sześć tytułów mistrzowskich. Począwszy od 1959 roku rozgrywki toczyły się bez podziału na klasy i organizowane były do 1996 roku. 
Do najbardziej utytułowanych bułgarskich żużlowców należą: Angeł Jewtimow, sześciokrotny mistrz kraju w latach 1974, 1976, 1980, 1984 i 1986-1987, Miłko Pejkow 5-krotny mistrz w latach 1961-1963, 1965 i 1968, i Orlin Janakiew, czterokrotny mistrz kraju w latach 1977, 1979, 1981 i 1988. Po trzy złote medale wywalczyli Petyr Petkow w latach 1972-1973 i 1975 oraz Georgi Petranow w latach 1989-1991, natomiast dwukrotnie mistrzostwo kraju udało się zdobyć Kiryłowi Nikołowowi, Nediałko Nediałkowowi, Weselinowi Markowowi i Nikołajowi Manewowi.
Po 1996 roku w Bułgarii zaprzestano organizacji zawodów żużlowych. W Bułgarii ponownie rozpoczęto ścigać się na żużlu w 2007 roku, kiedy na torze w Tyrgowiszte odbyła się jedna z rund indywidualnych mistrzostw Rumunii z udziałem zawodników bułgarskich. Bułgarzy w mistrzostwa Rumunii startowali do 2010 roku, spośród nich najlepszy wynik osiągnął Milen Manew, który wygrał mistrzostwo Rumunii w sezonie 2008, wicemistrzostwo w sezonie 2009 i brązowy medal w sezonie 2007. Innym bułgarskim zawodnikiem, który uplasował się na podium mistrzostw, był Dymityr Minkow, który zdobył brązowy medal w sezonie 2010. 
W 2011 roku ponownie wyłoniono mistrza kraju, ze względu na organizację indywidualnych mistrzostw Bułgarii i Rumunii, w których prowadzono oddzielne klasyfikacje medalowe dla zawodników obu państw. Zwyciężył Milen Manew, wyprzedzając Czewdara Czernewa, Stojana Stojanowa i Dymityra Minkowa.

## Medaliści
| 8 rund                                                                   |
| ------------------------------------------------------------------------ |
| Płowdiw Tyrgowiszte Sofia Dołni Dybnik Szumen Tyrgowiszte Weliko Tyrnowo |

| 8 rund                                                                            |
| --------------------------------------------------------------------------------- |
| Płowdiw Dołni Dybnik Tyrgowiszte Szumen Weliko Tyrnowo Sofia Dołni Dybnik Płowdiw |

| 8 rund                                         |
| ---------------------------------------------- |
| brak danych Weliko Tyrnowo Płowdiw Tyrgowiszte |

| 2 rundy            |
| ------------------ |
| Szumen Tyrgowiszte |

| 5 rund                                    |
| ----------------------------------------- |
| Plewen Łowecz Szumen Weliko Tyrnowo Sofia |

| 4 rundy                                   |
| ----------------------------------------- |
| Szumen Weliko Tyrnowo Łowecz Dołni Dybnik |

| 5 rund                                           |
| ------------------------------------------------ |
| brak danych Sofia brak danych Szumen Tyrgowiszte |

| 5 rund                                         |
| ---------------------------------------------- |
| Weliko Tyrnowo Łowecz Sofia Szumen Tyrgowiszte |

| 6 rund                                                            |
| ----------------------------------------------------------------- |
| Dołni Dybnik Łowecz Weliko Tyrnowo brak danych Tyrgowiszte Szumen |

| 3 rundy                        |
| ------------------------------ |
| Tyrgowiszte Szumen Tyrgowiszte |

| 2 rundy |
| ------- |
| Szumen  |

| 2 rundy     |
| ----------- |
| Tyrgowiszte |

| 6 rund                          |
| ------------------------------- |
| Braiła Tyrgowiszte Sybin Szumen |